# Paracobitis
Genre
Paracobitis est un genre de poissons téléostéens de la famille des Nemacheilidae et de l'ordre des Cypriniformes. Paracobitis est un genre de « loches de pierre » asiatiques.

## Liste des espèces
Selon Kottelat, M. (2012) ; Esmaeili, H.R., Mousavi-Sabet, H., Sayyadzadeh, G., Vatandoust, S. & Freyhof, J. (2014) ; Freyhof, J., Esmaeili, H.R., Sayyadzadeh, G. & Geiger, M. (2014) et Mousavi-Sabet, H., Sayyadzadeh, G., Esmaeili, H.R., Eagderi, S., Patimar, R. & Freyhof, J. (2015) - 14 espèces:
- Paracobitis atrakensis Esmaeili, Mousavi-Sabet, Sayyadzadeh, Vatandoust & Freyhof, 2014[2]
- Paracobitis basharensis Freyhof, Esmaeili, Sayyadzadeh & Geiger, 2014[3]
- Paracobitis boutanensis McClelland, 1842
- Paracobitis ghazniensis Bănărescu & Nalbant, 1966
- Paracobitis hircanica Mousavi-Sabet, Sayyadzadeh, Esmaeili, Eagderi, Patimar & Freyhof, 2015[4]
- Paracobitis iranica Nalbant & Bianco, 1998
- Paracobitis longicauda Kessler, 1872
- Paracobitis malapterura Valenciennes, 1846
- Paracobitis molavii Freyhof, Esmaeili, Sayyadzadeh & Geiger, 2014[3]
- Paracobitis persa Freyhof, Esmaeili, Sayyadzadeh & Geiger, 2014[3]
- Paracobitis rhadinaea Regan, 1906
- Paracobitis smithi Greenwood, 1976
- Paracobitis vignai Nalbant & Bianco, 1998
- Paracobitis zabgawraensis Freyhof, Esmaeili, Sayyadzadeh & Geiger, 2014[3]

### Note
Selon FishBase (22 juillet 2015) - 15 espèces:
- Paracobitis basharensis Freyhof, Esmaeili, Sayyadzadeh & Geiger, 2014
- Paracobitis boutanensis (McClelland, 1842)
- Paracobitis ghazniensis (Bănărescu & Nalbant, 1966)
- Paracobitis hagiangensis Nguyen, 2005
- Paracobitis longicauda (Kessler, 1872)
- Paracobitis malapterura (Valenciennes, 1846)
- Paracobitis maolanensis Li, Ran & Chen, 2006
- Paracobitis molavii Freyhof, Esmaeili, Sayyadzadeh & Geiger, 2014
- Paracobitis persa Freyhof, Esmaeili, Sayyadzadeh & Geiger, 2014
- Paracobitis phongthoensis Nguyen, 2005
- Paracobitis posterodorsalus Li, Ran & Chen, 2006
- Paracobitis rhadinaeus (Regan, 1906)
- Paracobitis smithi (Greenwood, 1976)
- Paracobitis vignai Nalbant & Bianco, 1998
- Paracobitis zabgawraensis Freyhof, Esmaeili, Sayyadzadeh & Geiger, 2014